# Uchenna Emedolu
Uchenna Emedolu (Adazi-Ani, 17 settembre 1976) è un ex velocista nigeriano.

## Palmarès
| Anno | Manifestazione      | Sede        | Evento      | Risultato        | Prestazione | Note                                     |
| ---- | ------------------- | ----------- | ----------- | ---------------- | ----------- | ---------------------------------------- |
| 2000 | Giochi olimpici     | Sydney      | 200 m piani | Quarti di finale | 20"93       |                                          |
| 2003 | Giochi panafricani  | Abuja       | 100 m piani | Argento          | 9"97        |                                          |
| 2003 | Giochi panafricani  | Abuja       | 200 m piani | Oro              | 20"42       |                                          |
| 2004 | Giochi olimpici     | Atene       | 4×100 m     | Bronzo           | 38"23       |                                          |
| 2008 | Campionati africani | Addis Abeba | 100 m piani | Argento          | 10"21       | Miglior prestazione personale stagionale |
| 2008 | Campionati africani | Addis Abeba | 4x100 m     | Finale           | dnf         |                                          |
| 2008 | Giochi olimpici     | Pechino     | 4x100 m     | Batteria         | dnf         |                                          |